# ماورو ليبوردي
ماورو ليبوردي (بالإيطالية: Mauro Liburdi)‏ مواليد 6 ديسمبر 1982 في إيطاليا، هو لاعب كرة سلة إيطالي بدأ مسيرته الاحترافية في سنة 2001 يلعب في ليغا باسكيت الدرجة الأولى ويحمل الرقم 6.